# Hvannasund
Hvannasund est une commune des îles Féroé, situé sur l'île de Viðoy. Un grand rocher ébréché appelé Skrudhettan se tient au nord de la ville. La légende dit qu'il s'est brisé au moment exact où Jésus est né.

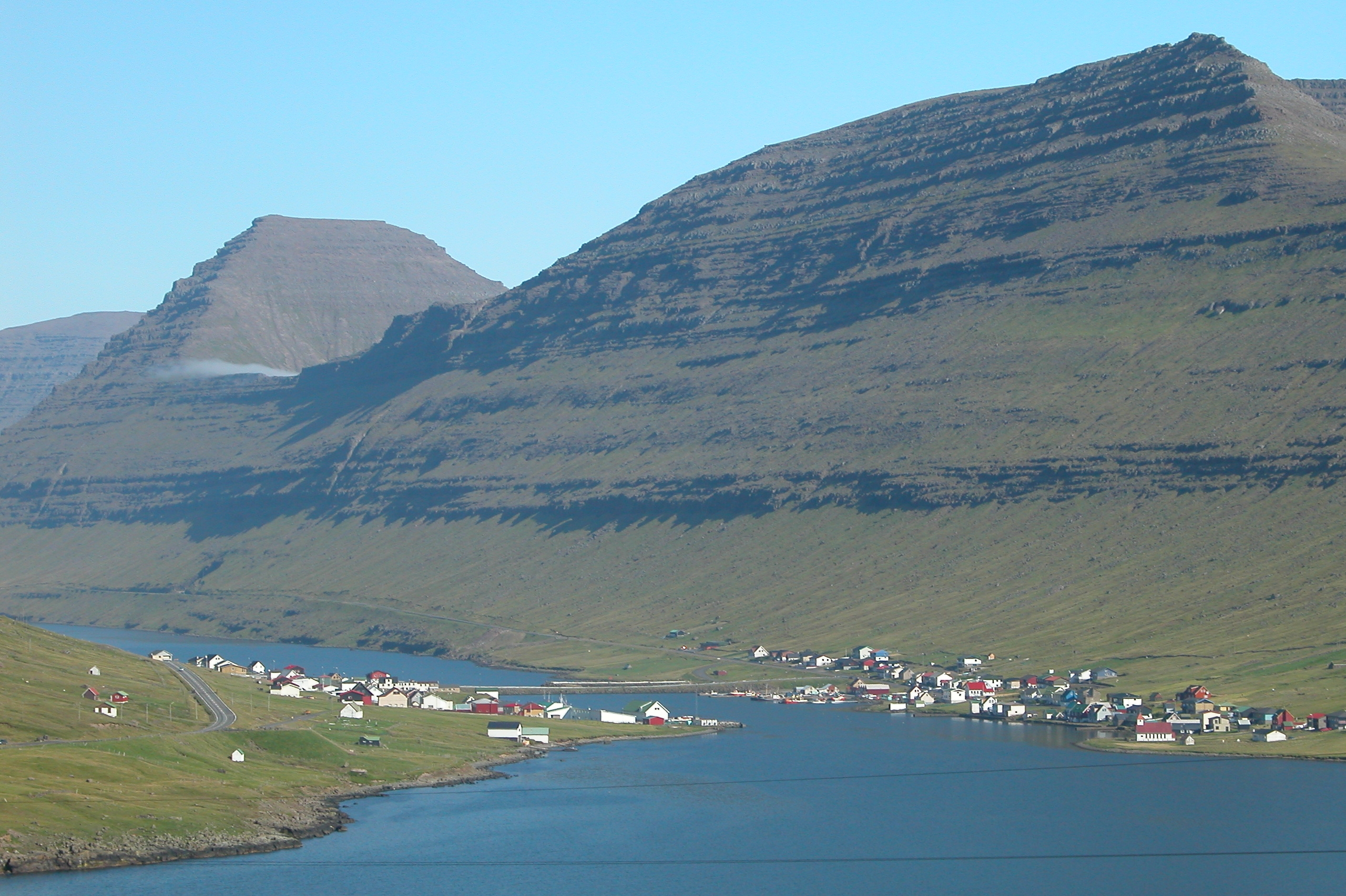
Hvannasund à droite de la chaussée centrale et Norðdepil à gauche